# Edward Charles Titchmarsh
Edward Charles Titchmarsh (Newbury, 1º giugno 1899 – Oxford, 18 gennaio 1963) è stato un matematico britannico, conosciuto per i suoi contributi in teoria analitica dei numeri, analisi di Fourier e altre branche dell'analisi matematica. Ha inoltre scritto un gran numero di libri su questi argomenti.

## Riconoscimenti
- 1931 Eletto membro della Royal Society
- 1953 Medaglia De Morgan
- 1955 Medaglia Sylvester
- 1956 Premio Berwick

## Pubblicazioni
- The Zeta-Function of Riemann (1930);
- Introduction to the Theory of Fourier Integrals (1937) seconda edizione (1948);
- The Theory of Functions  (1932) seconda edizione(1939);
- Mathematics for the General Reader (1948);
- The Theory of the Riemann Zeta-Function (1951);
- Eigenfunction Expansions Associated with Second-order Differential Equations. Part I  (1946) seconda edizione (1962);
- Eigenfunction Expansions Associated with Second-order Differential Equations. Part II  (1958);